# Rassenkampf

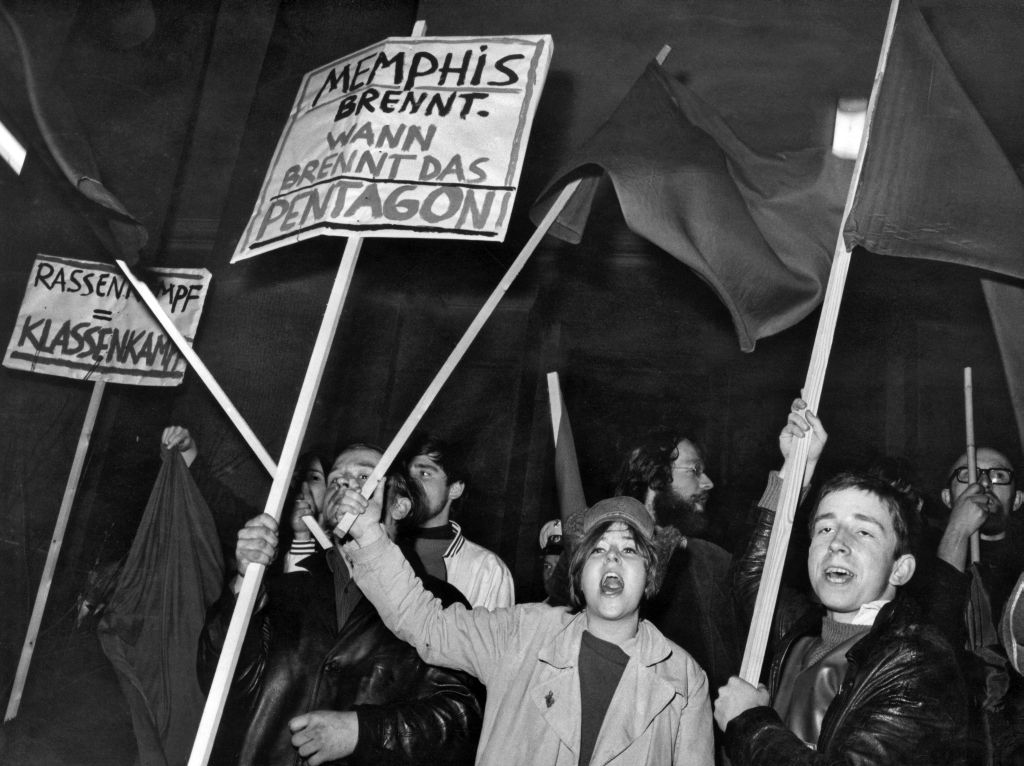
„Rassenkampf = Klassenkampf“ Legende auf dem Schild, das während der Studentenrevolte 1967/68 in West-Berlin zu sehen war; Bild veröffentlicht vom Haus der Geschichte

Der Begriff Rassenkampf wurde in der darwinistischen Soziologie des 19. Jahrhunderts – am gründlichsten bei Ludwig Gumplowicz – benutzt, um die Konflikte zwischen gesellschaftlichen Gruppen in der Geschichte als soziale Prozesse zu erklären. Der Sozialdarwinismus gilt seit den 1920er Jahren als überholt, beeinflusste aber bis dahin die sozialpolitischen Diskussionen in erheblichem Maße, indem er Rassismus und Kolonialismus wissenschaftlich zu legitimieren versuchte. Er diente darüber hinaus als ideologische Basis der Eugenik. Die sozialdarwinistische Rassenkampf-Ideologie kann im Sinne eines Extremismus der Mitte als reaktionäres bürgerliches Gegenkonzept zur sozialistischen Bewegung des 19. Jahrhunderts aufgefasst werden.

## „Rassenkampf“ vor Gumplowicz
Moses Hess, ein Mentor und Mitautor von Karl Marx bei der Rheinischen Zeitung und Die deutsche Ideologie, proklamierte in seinem Werk Rom und Jerusalem von 1862 die Notwendigkeit eines „letzten Racenkampfes“. Nach Moses Hess bewegte sich die Geschichte in Rassen- und Klassenkämpfen, wobei der „Rassenkampf“ das „Ursprüngliche“ und der Klassenkampf das Sekundäre sei. Die letzte „herrschende Rasse“ sei die „germanische“ gewesen, bis das französische Volk zu einer „Versöhnung des Racenantagonismus“ gelangt sei, indem es „die letzte herrschende Race in ihrem Chef enthauptet hat“. Dank der Französischen Revolution sei im französischen Volk die „Rassenherrschaft“ zu Ende gegangen. Hess glaubte als Deutscher im Exil, ein letzter „Racenkampf schein(e) erst durchgefochten werden zu müssen, bevor den Deutschen die sociale, die humane Bildung ebenso in Fleisch und Blut übergegangen sein wird“. Darüber hinaus nahm Hess die Existenz einer ursprünglichen „jüdische(n) Race“ an, die in ihrem „Typus im Laufe der Jahrhunderte stets gleich geblieben“ sei.

## „Rassenkampf“ bei Gumplowicz
Nach der Lehre von Ludwig Gumplowicz, der als einer der Väter der europäischen Soziologie gilt, sei es die Aufgabe der Soziologie, Darwins allgemeine Entwicklungsgesetze auf den Menschen auf sein soziales Handeln anzuwenden. Die Soziologie ist nach Gumplowicz eine „Lehre von den sozialen Gruppen, ihrem gegenseitigen Verhalten und ihren dadurch bedingten Schicksalen“.
Der einzelne Mensch gilt Gumplowicz als soziales Atom, als passives Glied einer Gruppe und Produkt seiner Umwelt. Die Gruppe ist das die Menschen verbindende soziale Element. Soziale Erscheinungen sind nach Gumplowicz „Verhältnisse, die durch das Zusammenwirken von Menschengruppen und Gemeinschaften zustande kommen“. In den Gruppen herrschen definierte Regeln. Die „soziale Tätigkeit“ ist nach Gumplowicz die „Selbsterhaltung der Gruppe, [die] die Mehrung ihrer Macht, Begründung und Kräftigung ihrer Herrschaft oder doch ihrer sozialen Stellung in Staat und Gesellschaft zum Zwecke hat“. Im Gegensatz zu Karl Marx’ historischem Materialismus nimmt Gumplowicz an, dass eine stetige historische Weiterentwicklung nicht existiere. Der einzige konstante Faktor der Geschichte sei der „Rassenkampf“. Das „soziale Naturgesetz“ besagt nach Gumplowicz: „[…] jedes mächtigere ethnische oder soziale Element strebt danach, das in seinem Machtbereich befindliche oder dahin gelangende schwächere Element seinen Zwecken dienstbar zu machen“. Im Gegensatz zum Marxismus betrachtete Gumplowicz Kampf und Krieg, Unterjochung und Ausbeutung als durchgängiges Motiv sozialer Bewegung, das nicht ausgelöscht werden könne.

## Rassenkampf, Antisemitismus und Nationalsozialismus
Eugen Dühring vertrat im 19. und beginnenden 20. Jahrhundert die Position, dass die „Aussaat von Classenhaß“ durch einen jüdischen Sozialismus zu allgemeiner Hetze und Rassenhass geführt habe. Er behauptete, dass ein „Rassenkampf“ als „Vergeltung der Erregung von Classenhaß“ aufkommen werde, der im Ergebnis den sozialen Frieden wiederherstellen werde, „indem er die Haupturheber der Classenkämpfe mattsetzt“. Als Gegenkonzept proklamierte Dühring einen arischen Sozialismus. Friedrich Engels setzte sich in seinem Werk Anti-Dühring kritisch mit seinen Theorien auseinander. Dühring beeinflusste spätere Antisemiten wie Theodor Fritsch, Houston Stewart Chamberlain und Georg von Schönerer.
Houston Stewart Chamberlain, der Schwiegersohn Richard Wagners und Bekannter Hitlers, verschob den „Rassen“-Begriff aus der Soziologie stark in die Biologie und lieferte mit seinem mehrfach aufgelegten Werk Die Grundlagen des neunzehnten Jahrhunderts von 1899 den „historischen Unterbau“ der Rassenkampf-Ideologie. Dieser interpretierte nun die Weltgeschichte als einen darwinistischen „Rassenkampf“ um Lebensraum. Die „arischen“ Völker wirkten kulturaufbauend, würden aber durch „Blutvermischung“ immer wieder unterwandert. Deren rassischer Gegner seien kulturgeschichtlich die „Rassenjuden“ bzw. „Semiten“ als Kulturzerstörer.
Auf dieser Basis aufbauend entwickelte Alfred Rosenberg 1920 den offiziellen Kommentar zum Parteiprogramm der NSDAP, Wesen, Grundsätze und Ziele der Nationalsozialistischen Deutschen Arbeiterpartei. Das Programm der Bewegung. Die Nationalsozialisten lehnten Standesdenken und Klassenkampf ab. Stattdessen strebten sie nach Ernst Piper danach, nationale und soziale Strömungen wieder zusammenzuführen. Den Marxismus lehnte Rosenbergs NS-Ideologie ab, da er zwar einerseits die Gleichheit der Völker hervorhebe, andererseits aber den Klassenkampf innerhalb des eigenen Volkes fordere. Die Marxisten würden nur vorgeben, den Kapitalismus zu bekämpfen, seien aber in Wahrheit mit den Finanziers von Banken und Börsen im Bund. Dies sei nach Piper „ein ganz zentrales Ideologem nationalsozialistischer Welterklärung“. Die scheinbaren Gegensätze Sozialismus und Kapitalismus fielen laut Piper in eins, denn beider Führung befände sich „in der Hand der Vertreter ein und desselben Volkes […]: in der Hand der Juden.“ Und diese wollten einen angesagten „Macht- und Kulturkampf an alle Völker Europas“ ausfechten; sie würden im Ergebnis einen „Rassenkampf“ herausfordern. Nach Piper betrachteten sich die Nationalsozialisten daher nicht als Rechtsextremisten, sondern als Partei der Mitte, die eine vorgebliche Einseitigkeit von Sozialismus und Nationalismus aufheben wolle.
In Mein Kampf propagierte Hitler den Slogan „Rassenkampf statt Klassenkampf“. Die offene Rassenkampf-Ideologie endete mit dem Holocaust und der Niederlage der NS-Diktatur im Zweiten Weltkrieg.

### Sekundärliteratur
- Thomas Greven, Thomas Grumke: Globalisierter Rechtsextremismus? 2006, ISBN 3-531-14514-2.
- Wojciech Adamek, Janusz Radwan-Praglowski: Ludwik Gumplowicz, A Forgotten Classic of European Sociology. (PDF; 132 kB) Krakau
- Gerd-Klaus Kaltenbrunner: Vom Konkurrenten des Karl Marx zum Vorläufer Hitlers: Eugen Dühring. In: Karl Schwedhelm (Hrsg.): Propheten des Nationalismus. List, München 1969.
- Peter Pulzer: Die Entstehung des politischen Antisemitismus in Deutschland und Österreich 1867 bis 1914. Vandenhoeck & Ruprecht, Göttingen 2004, ISBN 3-525-36954-9.
- Ein begeisterter Geschichtsschüler. In: Berliner Zeitung, 16. Dezember 2000; über den jungen Hitler